# A Place to Call Home
A Place to Call Home är debutalbumet av Europe-sångaren Joey Tempests som soloartist, utgivet 1995. Det blev som bäst sjua på albumlistan i Sverige. Titelspåret blev den mest framgångsrika singeln och nådde 27:e plats på singellistan.

## Låtlista
1. "We Come Alive" - 4:49
2. "Under the Influence" - 4:42
3. "A Place to Call Home" - 3:43
4. "Pleasure and Pain" - 3:56
5. "Elsewhere" - 3:58
6. "Lord of the Manor" - 3:47
7. "Don't Go Changin' on Me" - 3:28
8. "Harder to Leave a Friend Than a Lover" - 3:49
9. "Right to Respect" - 2:50
10. "Always a Friend of Mine" - 4:02
11. "How Come You're Not Dead Yet?" - 4:32
12. "For My Country" - 3:50